# Malmivaarat
Malmivaarat är kullar i Finland.   De ligger i landskapet Lappland, i den norra delen av landet, 800 km norr om huvudstaden Helsingfors.
Malmivaarat sträcker sig 13,5 km i öst-västlig riktning. Den högsta toppen är Yllästunturi, 718 meter över havet.
Topografiskt ingår följande toppar i Malmivaarat:
- Kellostapuli
- Yllästunturi